# 释却非
却非方丈（1873年—1948年），俗名萧来德，字木旺，清同治癸酉年（1873年）生于泰宁县石辋村，辛亥革命时离家参加北伐军，后因不忍目睹沙场惨杀，而在杭州灵隐寺出家为僧，民国19年（1930年）接慧明法师方丈之职，曾因战事避居上海，民国37年（1948年）在灵隐寺圆寂。